# Dekýš
Dekýš (ungarisch Gyökös – bis 1907 Gyekés oder zeitweise auch Gyekis) ist eine Gemeinde in der Mitte der Slowakei mit 186 Einwohnern (Stand 31. Dezember 2024), die zum Okres Banská Štiavnica, einem Kreis des Banskobystrický kraj gehört.

## Geographie
Die Gemeinde befindet sich im Südteil der Schemnitzer Berge in einem kleinen Kessel im Quellbereich des Dekýšsky potok, der unterhalb von Dekýš in die Jabloňovka mündet. Das Ortszentrum liegt auf einer Höhe von 484 m n.m. und ist 14 Kilometer von Banská Štiavnica entfernt.
Nachbargemeinden sind Vysoká im Norden, Štiavnické Bane und Banská Štiavnica (Stadtteil Počúvadlianske Jazero) im Nordosten, Počúvadlo im Osten, Jabloňovce und Bohunice im Süden und Uhliská im Westen.

## Geschichte

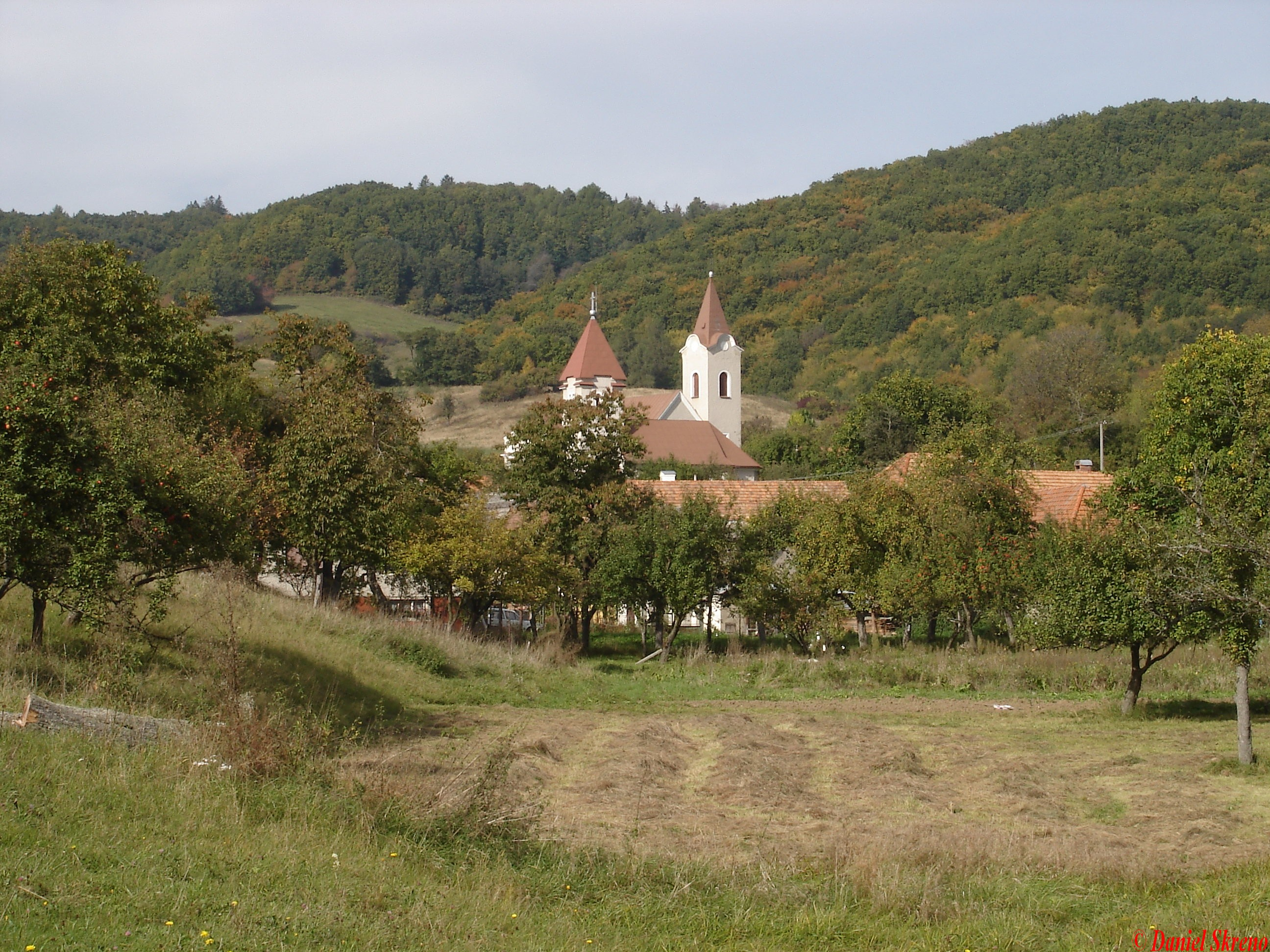
Die zwei Kirchen von Dekýš

Das heutige Gemeindegebiet wurde in der Steinzeit besiedelt, mit einer Siedlung der Linearbandkeramischen Kultur. Funde von römischen Gegenständen und Denaren aus dem 2. Jahrhundert zeugen von einer Besiedlung in der Zeit des Römischen Reiches.
Dekýš wurde zum ersten Mal 1270 als Gukes schriftlich erwähnt. 1388 gehörte es zum Herrschaftsgebiet der Burg Lewenz, später zu jenem der Bergkammer. 1554 verzeichnete man 24 Porta, 1715 hatte die Ortschaft eine Mühle und 21 Haushalte, 1828 zählte man 63 Häuser und 381 Einwohner, die als Köhler, Viehhalter und Waldarbeiter beschäftigt waren.
Bis 1918 gehörte der im Komitat Hont liegende Ort zum Königreich Ungarn und kam danach zur Tschechoslowakei beziehungsweise heute Slowakei. In der ersten tschechoslowakischen Republik waren Landwirtschaft und Arbeit in umliegenden Industriebetrieben Haupteinnahmequellen.

## Bevölkerung
| Jahr                | 1994 | 2004    | 2014     | 2024    |
| ------------------- | ---- | ------- | -------- | ------- |
| Anzahl der Personen | 261  | 240     | 202      | 186     |
| Unterschied         |      | −8,04 % | −15,83 % | −7,92 % |

| Jahr                | 2023 | 2024 |
| ------------------- | ---- | ---- |
| Anzahl der Personen | 186  | 186  |
| Unterschied         |      | +0 % |

Gemäß der Volkszählung 2011 wohnten in Dekýš 199 Einwohner, davon 198 Slowaken. Ein Einwohner machte keine Angabe zur Ethnie.
178 Einwohner bekannten sich zur römisch-katholischen Kirche und acht Einwohner zur Evangelischen Kirche A. B. Sieben Einwohner waren konfessionslos und bei sechs Einwohnern wurde die Konfession nicht ermittelt.

## Bauwerke und Denkmäler
- römisch-katholische Kirche Mariä Geburt im klassizistischen Stil aus dem Jahr 1805, 1924 umgebaut
- evangelische Kirche im Jugendstil aus dem Jahr 1924